# Oxypolis fendleri
Oxypolis fendleri är en växtart i släktet Oxypolis och familjen flockblommiga växter. Den beskrevs av Asa Gray som Tiedemannia fendleri, men placerades i släktet Oxypolis av Amos Arthur Heller. Inga underarter finns listade i Catalogue of Life.
O. fendleri förekommer i centrala västra USA, i delstaterna Arizona, Colorado, New Mexico, Utah och Wyoming.